# 葛龔
葛龔（？年—？年），字元甫，梁國寧陵縣（今河南省商丘市）人。東漢黃門郎，有集五卷，一作六卷，一作七卷。

## 生平
漢和帝時，葛龔以擅長寫文章而著名。性情慷慨壯烈，勇力過人。漢安帝永初年間，被舉為孝廉，爲太官丞，上書陳述四條有利國家、合乎時宜之事，授蕩陰令。葛龔被徵召到太尉府，但因病沒有前往。州郡舉薦葛龔為茂才，被任命為臨汾令。葛龔所治理的蕩陰、臨汾兩縣，都有政績。著文、賦、碑、誄、書記共十二篇。入朝任黃門郎。

## 作品
- 《反遂初賦》：考天文於蘭閣，覽群言於石渠。《太平御覽·卷一百八十四》
- 《遂初賦》：承豢龍之洪族，貺高陽之休基。《昭明文選·卷五十七》

## 延伸阅读
[在维基数据编辑]
 《後漢書·卷80上》，出自范晔《後漢書》